# タンネンバウム作戦
タンネンバウム作戦(樅の木作戦)は、第二次世界大戦中にナチス・ドイツが計画したスイス侵攻作戦である。
1940年6月22日、独仏停戦合意の数日前、総統アドルフ・ヒトラーはスイス奇襲作戦のオペレーション・タンネンバウム（樅の木作戦）の立案を命じたが、同作戦は同年10月になってようやく承認され奇襲日は極秘にされた。狙いはスイス連邦軍を壊滅させ、軍需産業の集中するソロトルン地方など戦略的・経済的要所であるスイス中央部を占領することだった。当初ドイツ軍21師団で計画されたが、イタリア軍参戦後に計画が見直され、北からドイツ軍11師団、南からイタリア軍15師団で侵攻する変更が加えられた。
スイスは、もしドイツが侵攻してきた時にはアルプス山脈に要塞を築きアンリ・ギザン将軍の指揮の下、平野部の道路を破壊し予備兵力45万人を全て動員させてゲリラ戦を展開することを計画、徹底抗戦を主張した。
後に独ソ戦により陸上兵力が不足していたという国防軍の事情と、スイスは周りを山岳地帯に囲まれており機甲師団を進軍させるのが難しく、占領後もゲリラ的に抵抗を続けるだろうと考え、スイス軍との交戦リスクと比べ、スイス占領によって得られるリターンは余りにも少ないと予測された。
結局、ヒトラーが「ヨーロッパという顔のニキビ」と蔑んだスイスへの侵攻計画は実行されなかった。

## 参考
- 仏陥落に救われたスイス：ヒトラーのスイス侵攻作戦 - swissinfo.ch
- 【WW2】歴史を変えたかもしれない未遂の計画 - 歴ログ -世界史専門ブログ-